# Les Serres (Aramunt)
Les Serres és una partida rural del terme municipal de Conca de Dalt, antigament del d'Aramunt, en l'àmbit de la vila d'Aramunt.
Estan situades al nord-oest del poble d'Aramunt, a prop de la riba esquerra del pantà de Sant Antoni, és a dir, de la Noguera Pallaresa.
Consta d'unes 32 hectàrees (31,6393) de terres de conreu, amb predomini de les de regadiu. També hi ha pastures, oliverars, algunes zones improductives i petites extensions d'ametllers i de bosquina.